# Rökelsevägen i Negev
Rökelsevägen i Negev är en världsarvstillskriven del av handelsvägen Rökelsevägen.
De fyra nabateiska ökenstäderna Haluza, Mamshit, Avdad och Shivta längs Rökelsevägen är tillsammans med tillhörande befästningar och jordbruksområden i Negevöknen i Israel listades 2005 av Unesco som världsarv.
Tillsammans speglar dessa fyra platser den enormt lönsamma handeln med rökelse och myrra från södra Arabiska halvön till Medelhavet som blomstrade från 200-talet f.Kr. tills 100-talet e.Kr. längs Rökelsevägen. Lämningar av avancerade bevattningssystem, karavanseraj, städer och fort visar hur ökenmiljön på ett framgångsrikt sätt anpassats till handel och jordbruk.

## Haluza
Haluza, eller "Elusa", var en nabateisk bosättning och lämningar har hittats från 100-talet f.Kr.. Vid den tiden var Kaluza en viktig handelsplats längs handelsvägen mellan Petra och Gaza fram till att Alexander Jannaeus erövrade Gaza i början av första århundradet e.Kr. Kaluza hände sin blomstringstid under den ana romartiden då Kaluza var den viktigaste staden i centrala Negevöknen.Kaluza övergavs på 700-talet. Bland lämningarna finns en kyrka, en teater och inskriptioner.

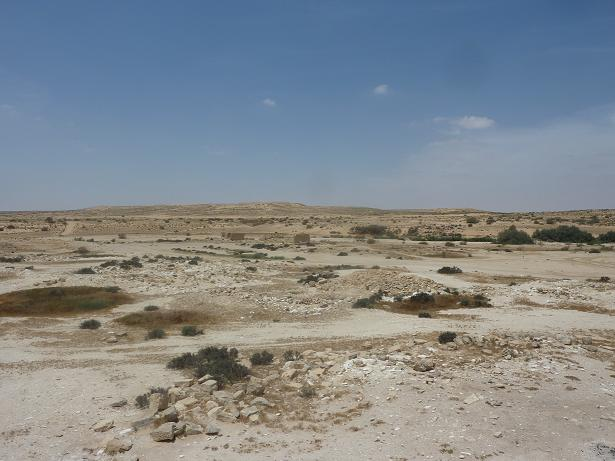
Översikt över Kaluza.

## Mamshit
Mamshit var en nabateisk stad och vid sin tid en av de viktigaste städerna längs Rökelsevägen. De första bosättningarna vid Mamshit är från första århundradet f.Kr. De flesta utmärkande byggnaderna uppfördes under 100-talet e.Kr. efter att romarna annekterat Mamshit år 106. Staden, som upptar 4 hektar, är den minsta men bäst återställda staden i Negevöknen och har arkitektoniska egenheter som den är ensam med.

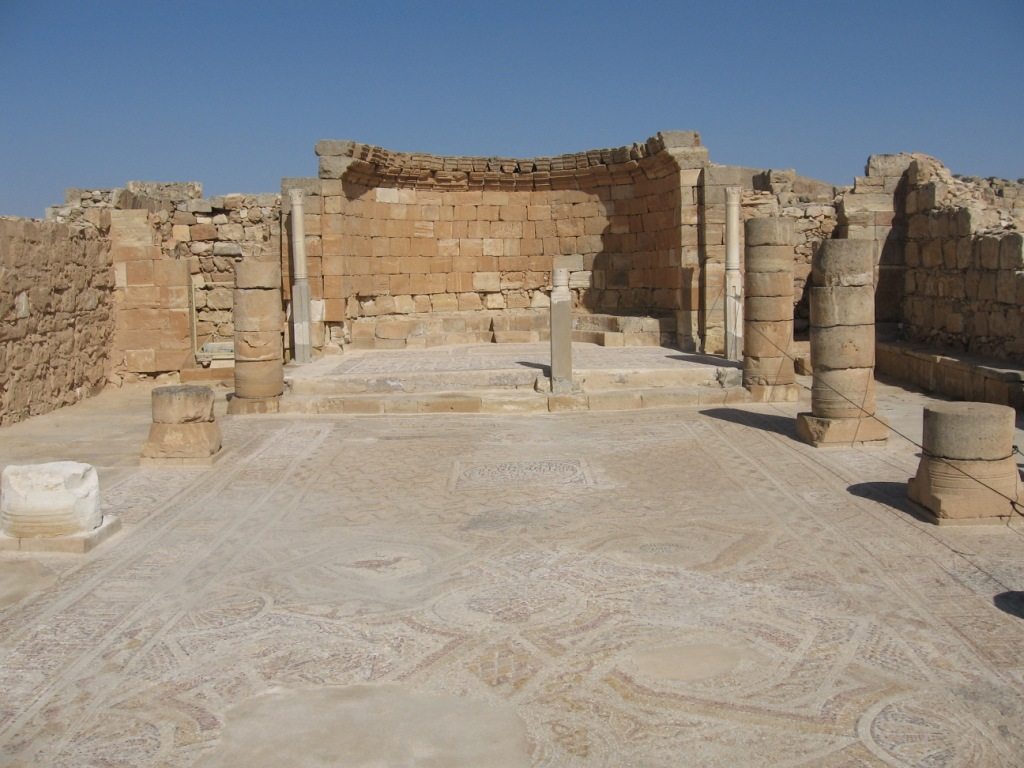
Kyrkan i Mamshit
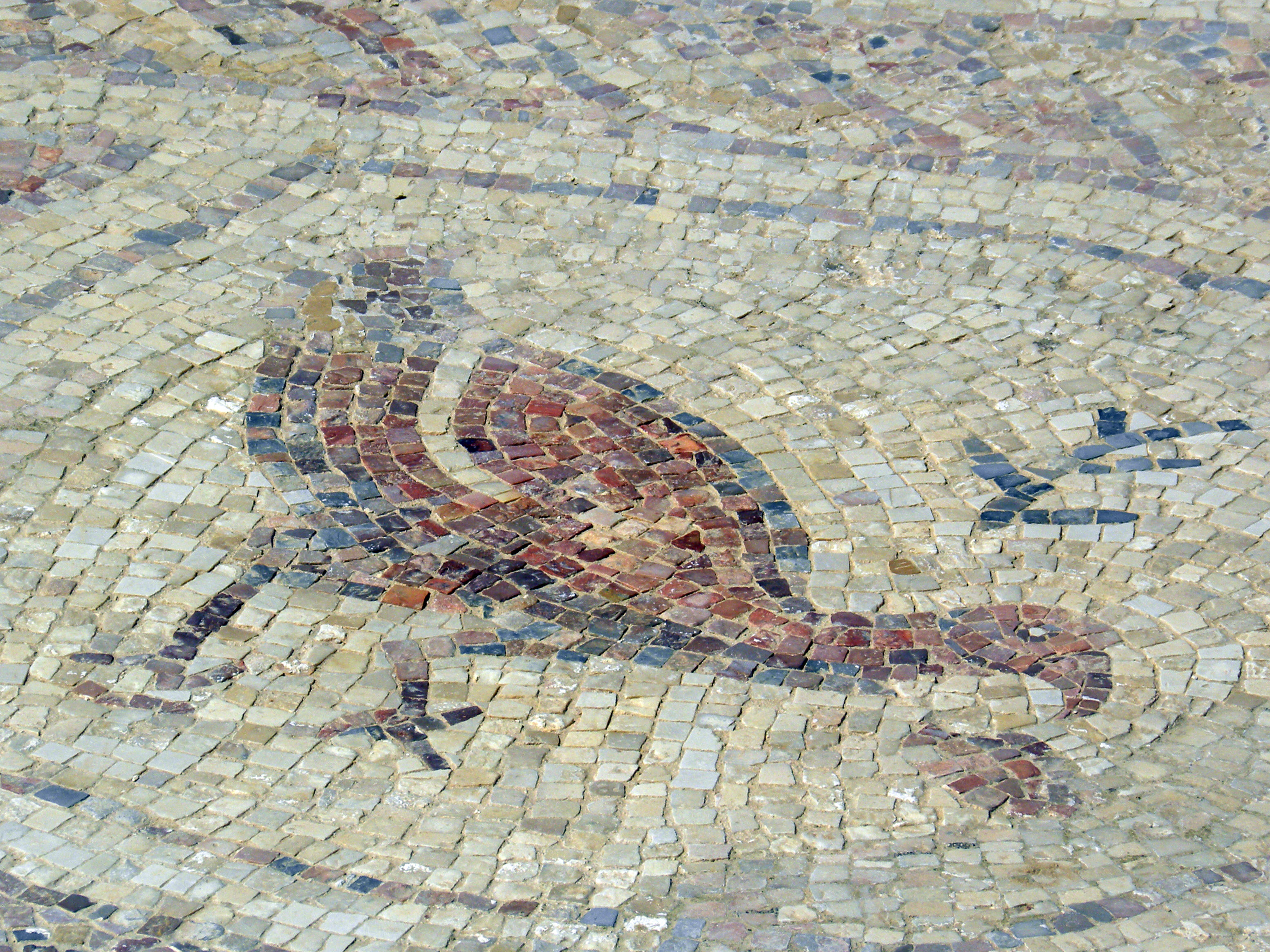
Mosaikgolv i St. Nilus kyrka i Mamshit.
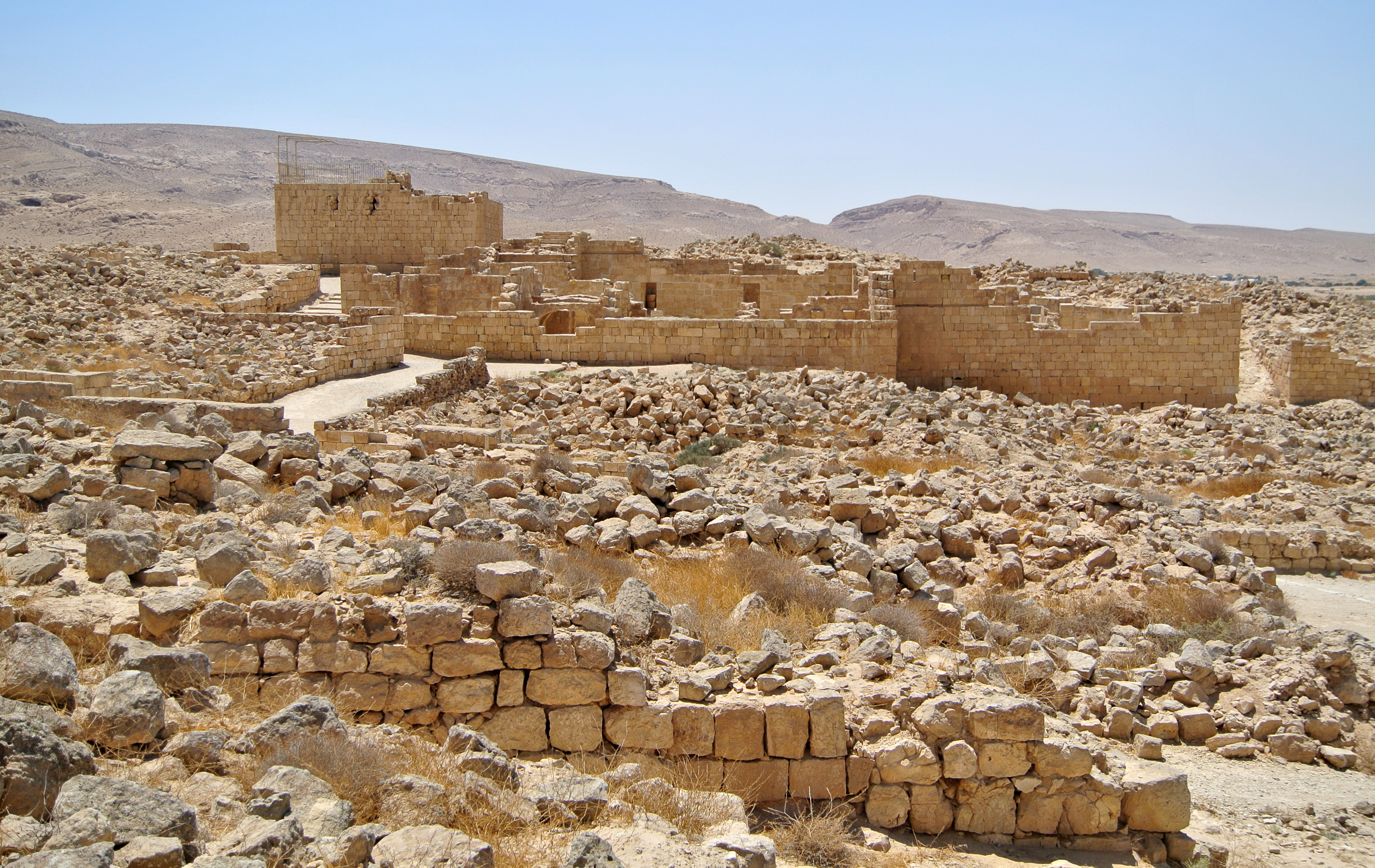
Vakthuset och välståndshuset i Mamshit.
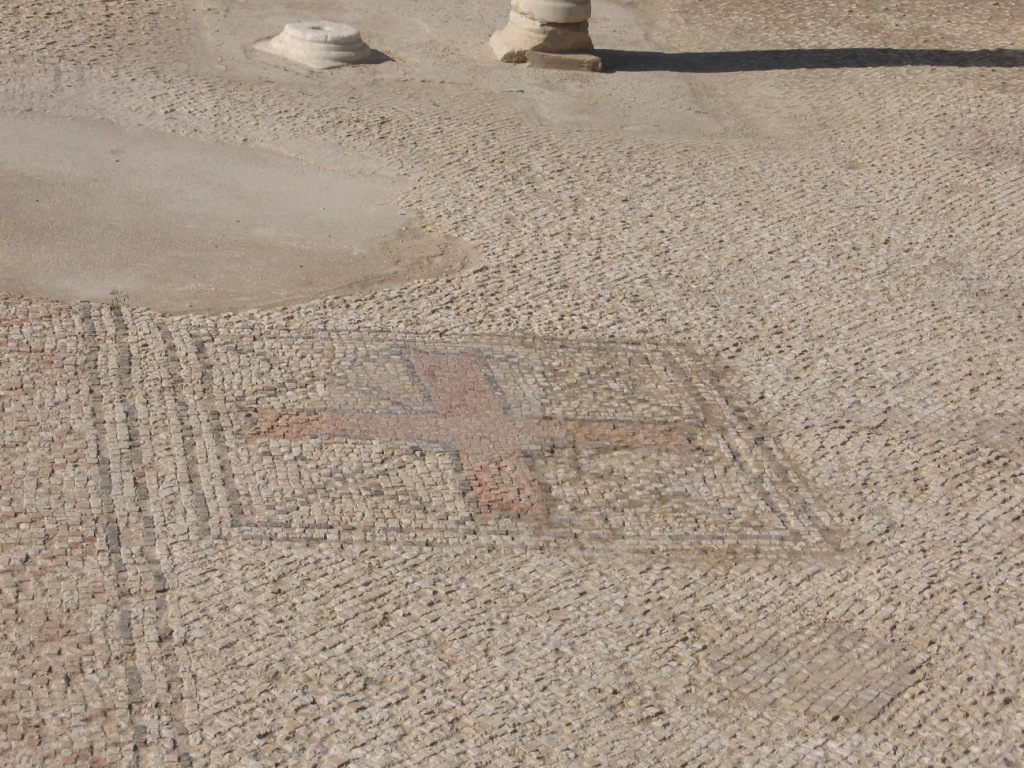
Mosaikgolv i Kyrkan i Mamshit.
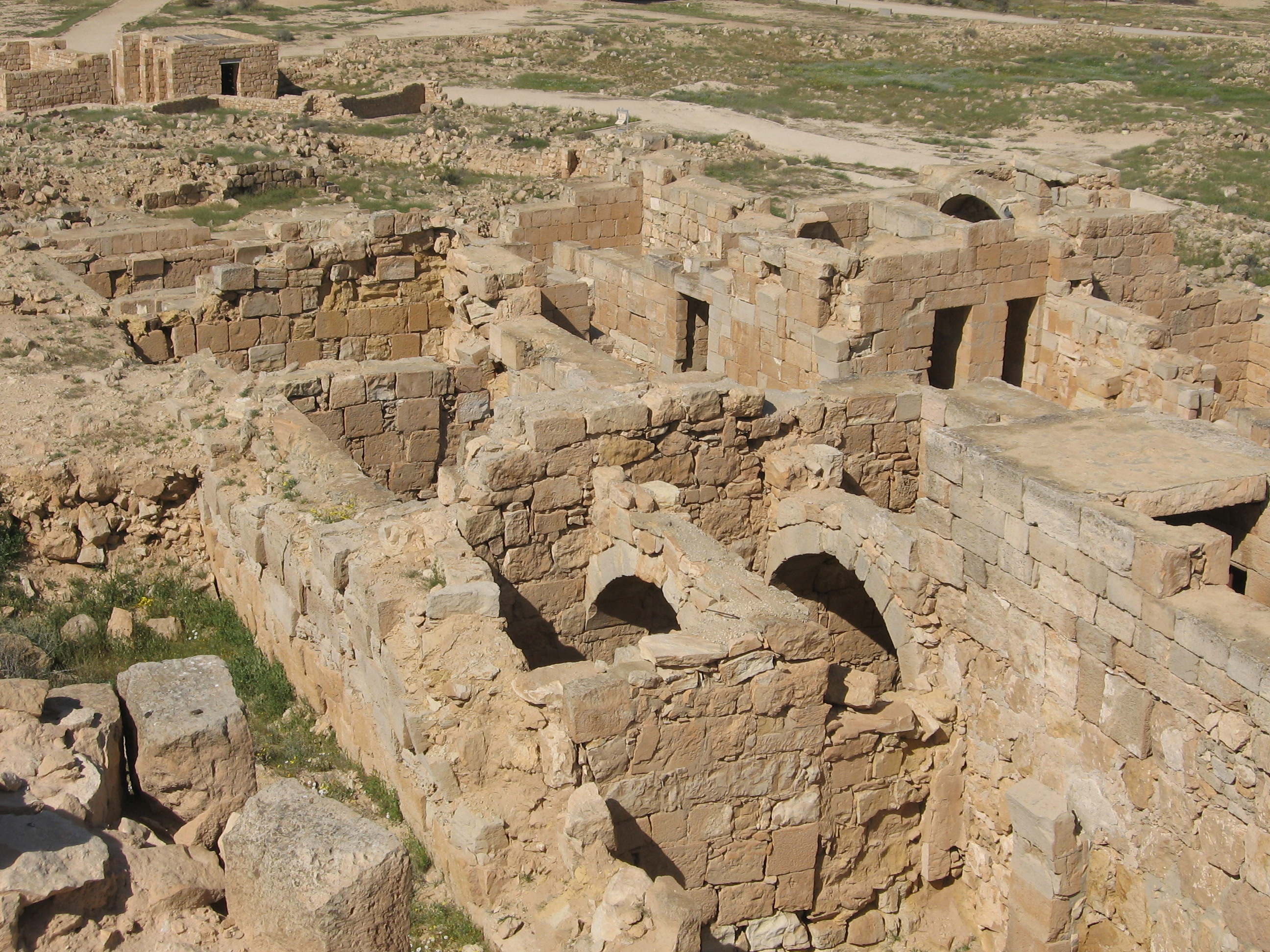
Översikt över Mamshit

## Avdad
Avdad är en arkeologisk plats efter en nabateisk  bosättning som senare användes av romarna, bysantinerna och araberna. Avdad växte fram på grund av sitt läge längs Rökelsevägen. Avlad hade sin blomstringsperiod under nabatéerna 30-9 f.Kr. men förstördes av araberna i slutet av första århundradet e.Kr. Avlad återuppbyggdes efter förstörelsen och blev erövrat av romarna år 106. På 600-talet blev staden erövrad av araberna.
Avlad är relativt välbevarad med ruiner från murar, karavanseraj, bostäder, romarnas militärförläggning, en 300-talskyrka, ett tempel  och ett badhus. Mycket av ruinerna är från romartiden, men det finns även nabateiskt inflytande som t.ex. ruinen efter templet.

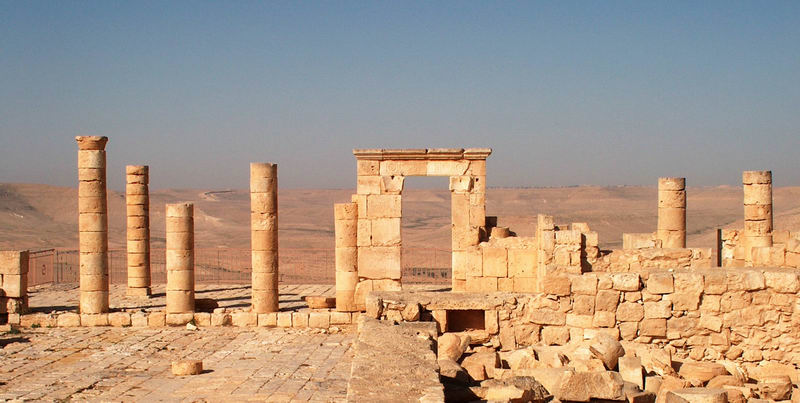
Templet Oboda i Avdad
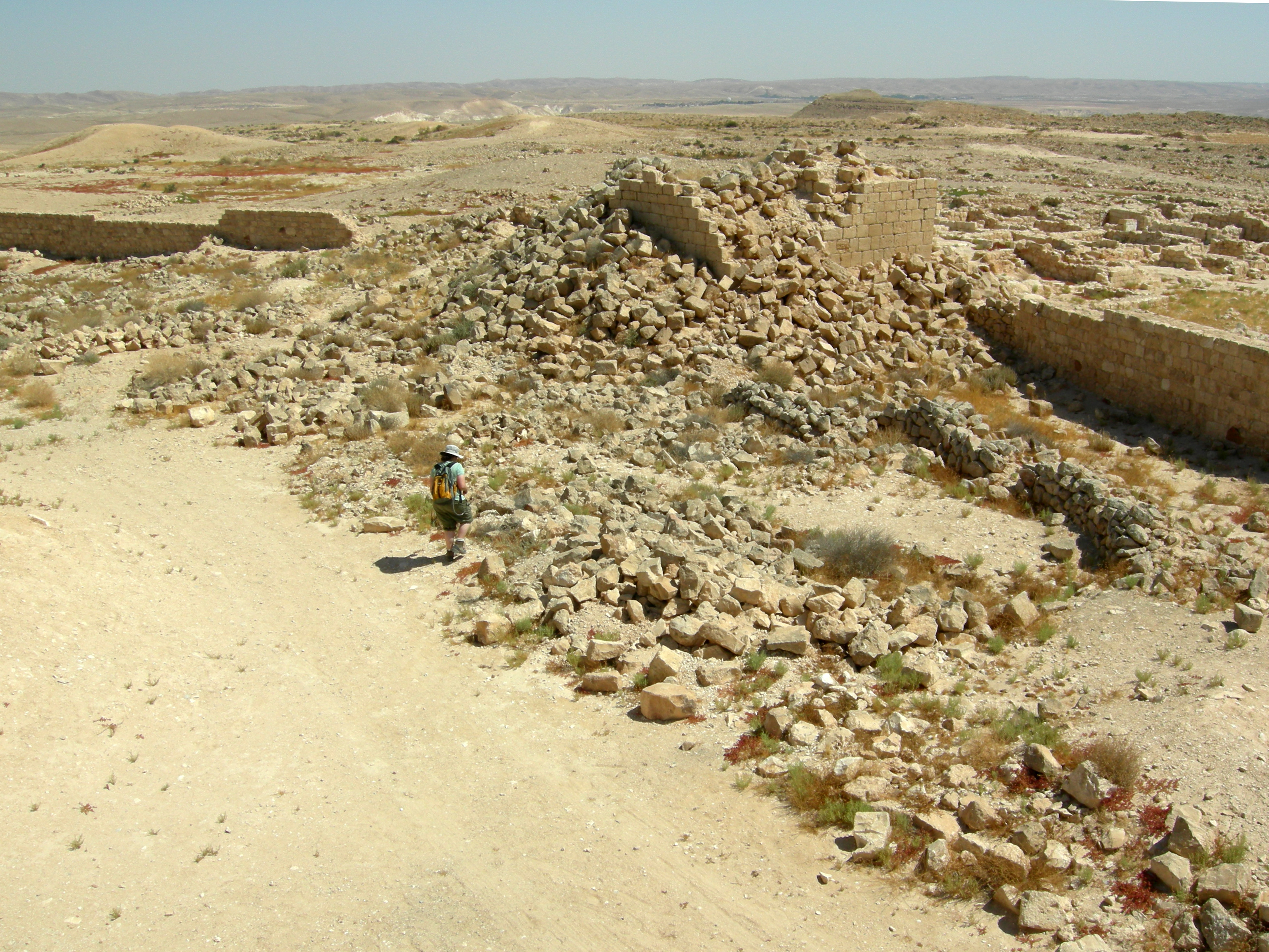
Delar av Avdad som förstörts av jordbävning.
Översikt över templet Oboda i Avdad

## Shivta
Shivta skiljer sig från de andra nabateiska städerna i Negevöknen med att den inte befann sig direkt på någon handelsled, och att den inte var befäst. Shivat kan mer ses som ett jordbrukssamhälle. Samhället grundades under första århundradet e.Kr. under romartiden, och det finns i dag romerska lämningar i södra delen av Shiyta. Den största delen av lämningarna vid Shivta kommer från den bysantinska tiden 300-600-talet.

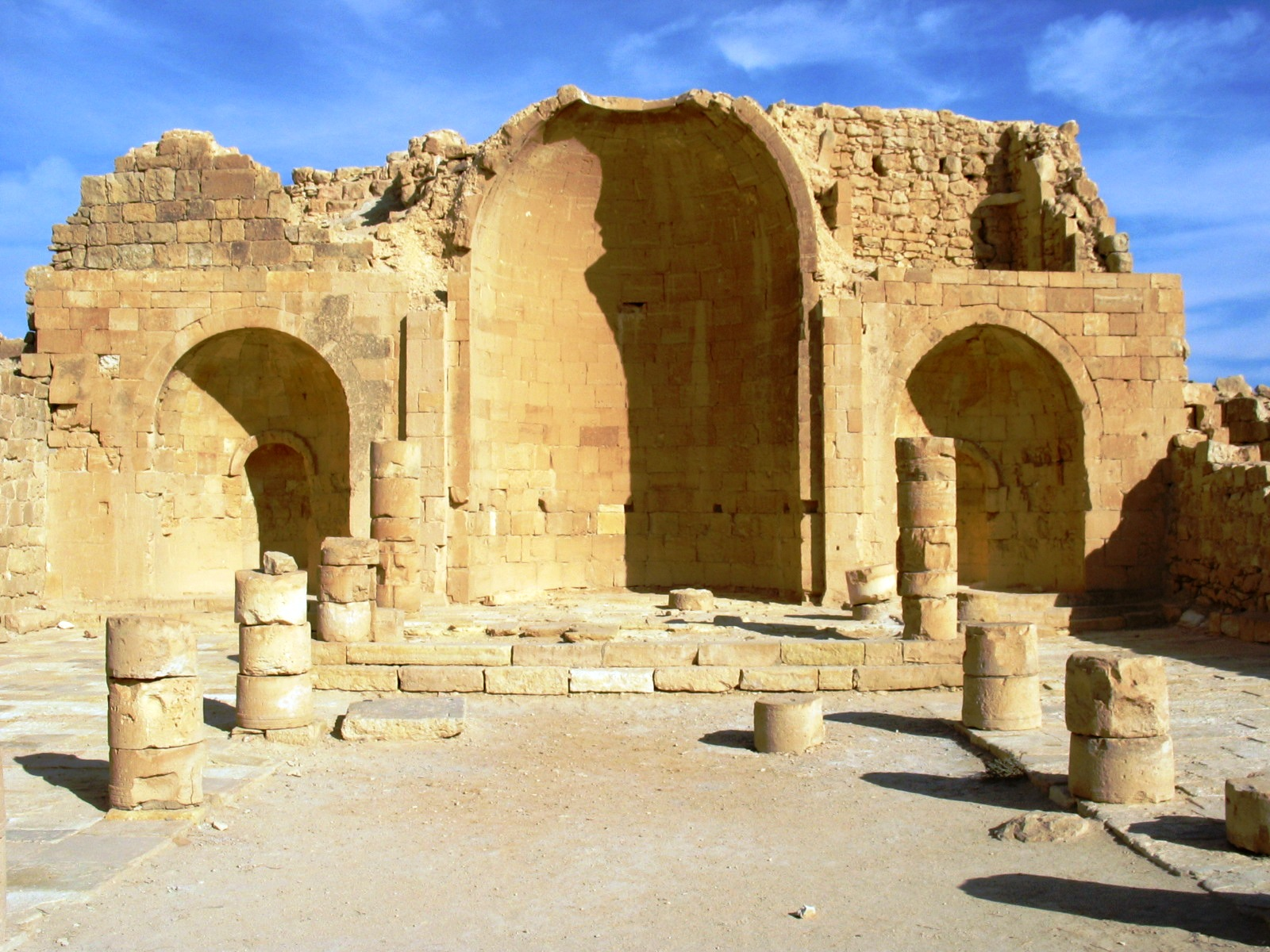
Ruinerna efter i kyrka i Shivta.
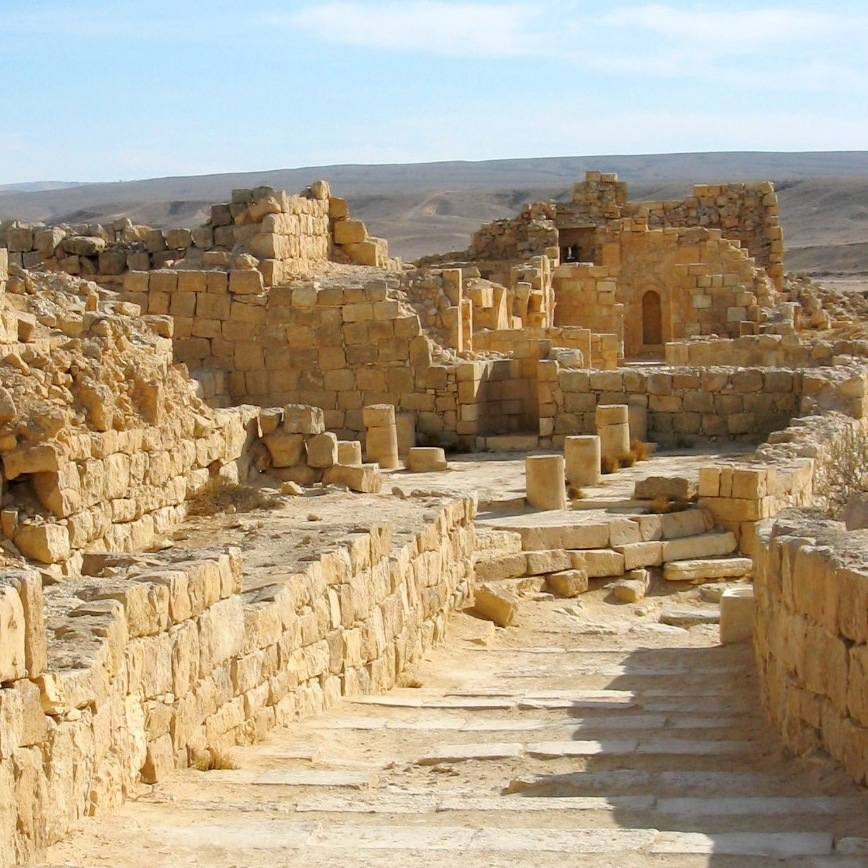
Ruinerna i Shivta
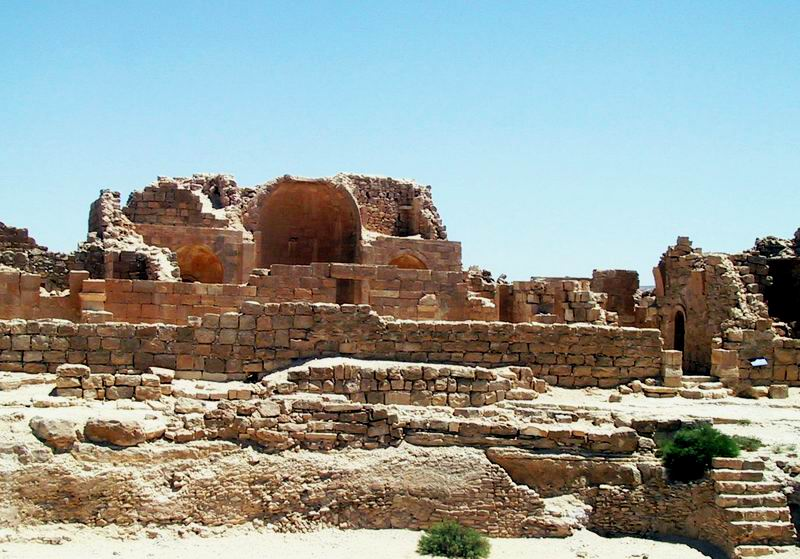
Ruinerna i Shivta år 2006